# Caio Flávio Fímbria (cônsul em 104 a.C.)
Caio Flávio Fímbria (em latim: Caius Flavius Fimbria) foi um político da gente Flávia da República Romana eleito cônsul em 104 a.C. com Caio Mário. Caio Flávio Fímbria, um violento partidário de Caio Mário, era seu filho.

## Carreira
Fímbria foi um homem novo que, segundo Cícero conseguiu alcançar o mais alto posto da magistratura romana graças apenas aos seus próprios méritos e aos seu grande talento. Em 105 a.C., ele candidatou-se ao consulado e conseguiu vencer seu adversário, Quinto Lutácio Cátulo, que já havia sido derrotado no ano anterior. Fímbria alcançou grande popularidade na época de sua eleição, mas não se sabe exatamente o motivo, pois, sempre segundo Cícero, pois ele somente havia sido candidato, anteriormente e sem sucesso, a tribuno da plebe.
Não se sabe a qual província ele foi designado e nem onde serviu como procônsul, mas sabe-se que ele foi acusado de extorsão e que Marco Gratídio o citou em juízo. Ele acabou absolvido no processo. Em 100 a.C., durante a revolta de Lúcio Apuleio Saturnino, Fímbria, assim como outros senadores consulares, pressionaram o exército a defender a República contra o tribuno.
Ele é reconhecido como um vigoroso orador e Cícero o descreve como um inteligente jurista, apesar de seus ásperos discursos contra seus adversários. O mesmo Cícero afirma ter lido, em sua juventude, os discursos de Fímbria, apesar de, mais tarde, afirmar que eles rapidamente se perderam e que não seria mais possível encontrá-los.